# بيتر أندرسون (سياسي)
بيتر أندرسون (بالإنجليزية: Peter Anderson)‏ هو سياسي أسترالي، ولد في 23 نوفمبر 1947 في أستراليا. حزبياً، نشط في حزب العمال الأسترالي. وقد انتخب عضو الجمعية التشريعية نيو ساوث ويلز.